# Italopodisma lagrecai
Italopodisma lagrecai är en insektsart som först beskrevs av Galvagni 1973.  Italopodisma lagrecai ingår i släktet Italopodisma och familjen gräshoppor. Inga underarter finns listade i Catalogue of Life.